# Gol fantasma
Gol fantasma és un terme futbolístic utilitzat per descriure un gol dubtós. En els gols fantasma existeix la incertesa de si la pilota ha creuat completament la línia de gol. Un dels casos més coneguts es va produir a la final de la Copa del Món de 1966 entre les seleccions d'Anglaterra i Alemanya després que l'anglès Geoff Hurst realitzes un xut que va fer anar a parar la pilota, aparentment, sobre la línia de gol després que hagués impactat amb el travesser de la porteria. L'àrbitre suís Gottfried Dienst va donar el gol per vàlid després de consultar-ho amb el seu assistent. Avui en dia encara es desconeix amb certesa si la pilota va entrar totalment dins la porteria.
En un intent de posar fi a la incertesa d'aquestes situacions excepcionals, el 2012 la International Football Association Board va aprovar una nova normativa que permetia l’ús de la tecnologia de línia de gol (DAG), que es va introduir posteriorment en algunes de les màximes competicions del futbol, com la Copa del Món de la FIFA, la Copa del Món de Clubs de la FIFA i la Premier League. L’àrbitre assistent de vídeo (VAR), introduït el 2018, proporciona un sistema alternatiu al DAG i és més econòmic d’implantar i operar que els sistemes de DAG homologats per la FIFA.